# 구키타 신고
구키타 신고(일본어: 久木田 紳吾, 1988년 9월 24일 ~ )는 일본의 전 축구 선수이다.

## 구단 경력
그는 2010년부터 2019년까지 J리그의 파지아노 오카야마, 마쓰모토 야마가 FC, 더스파구사쓰 군마에서 활동하였다.